# Уголёк (посёлок)
Уголёк — посёлок в Железногорском районе Курской области. Входит в состав Разветьевского сельсовета. 

## География
Расположен в 6 км к юго-западу от Железногорска. Высота над уровнем моря — 225 м. Ближайшие населённые пункты: посёлки Сбородное, Большой Остров, Новониколаевский и Тепличный.

## История
Основан в начале XX века переселенцами из села Разветье. В 1926 году в посёлке было 15 дворов, проживало 80 человек (40 мужского пола и 40 женского). В то время Уголёк входил в состав Разветьевского сельсовета Долбенкинской волости Дмитровского уезда Орловской губернии. С 1928 года в составе Михайловского (ныне Железногорского) района. В 1937 году в посёлке было 9 дворов. Во время Великой Отечественной войны, с октября 1941 года по февраль 1943 года, находился в зоне немецкой оккупации. Осенью 1942 года, в ходе карательной операции «Белый Медведь», 13-й батальон РОНА вместе с немцами и казаками[уточнить] учинили массовую расправу над жителями посёлка.

## Население
| 1926 | 1979 | 2002 | 2010 |
| ---- | ---- | ---- | ---- |
| 80   | ↘45  | ↘14  | ↗22  |